# Richard Passow
Richard Passow (* 2. Juli 1880 in Teterow; † 29. März 1949 in Göttingen) war ein deutscher Wirtschaftswissenschaftler (Nationalökonom).

## Leben

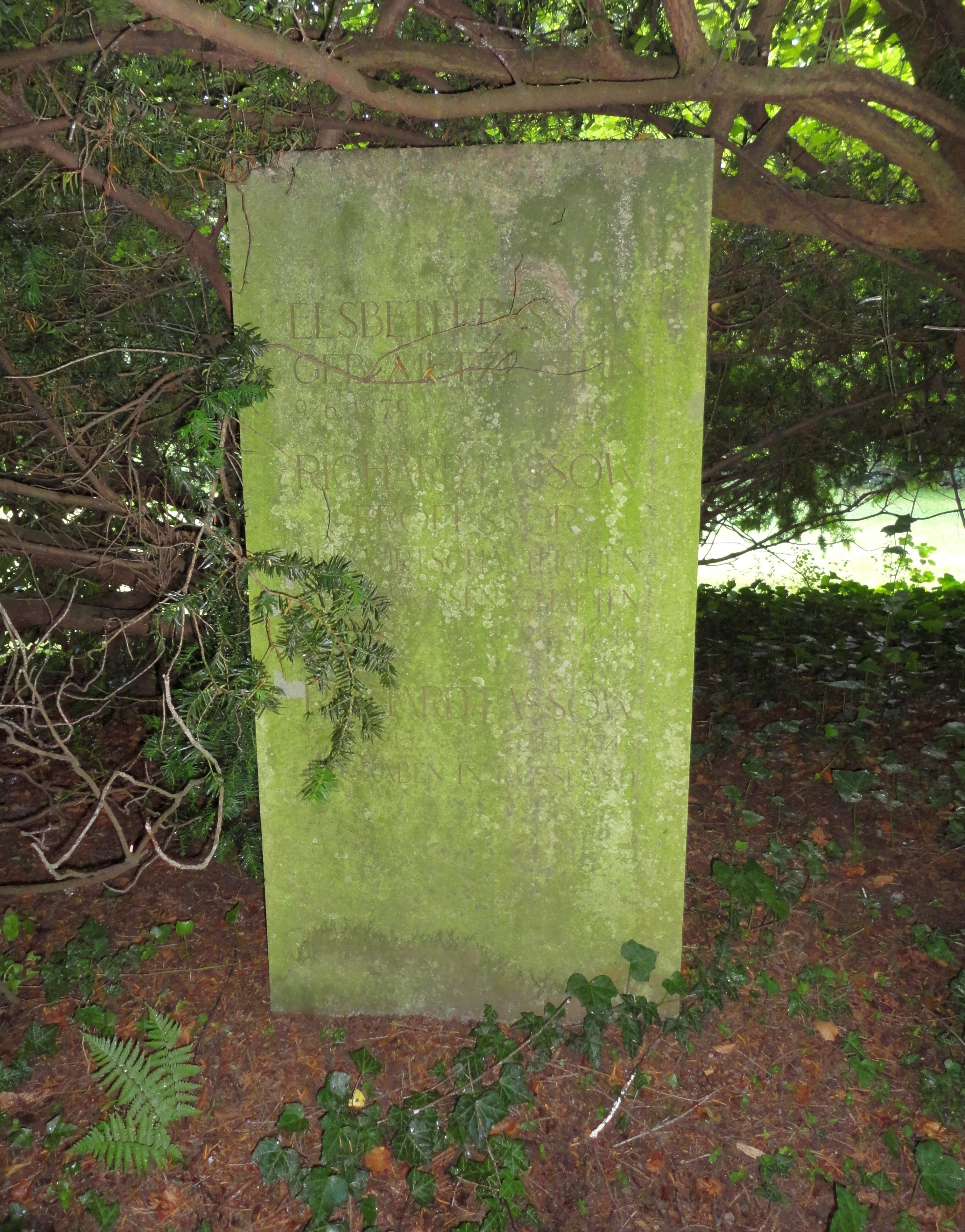
Grab von Richard Passow auf dem Stadtfriedhof Göttingen

Passow erlangte das Abitur in Rostock und studierte danach Rechtswissenschaften und Staatswissenschaften in Berlin und Rostock. Nach der Promotion zum Dr. phil. (1901) und zum Dr. jur. (1902) in Rostock war er als Referendar am Staatswissenschaftlichen Seminar ebenda und in der Zentralabteilung bei Siemens & Halske in Berlin tätig. Von 1906 bis 1908 war er Geschäftsführer der Gesellschaft für wirtschaftliche Ausbildung in Frankfurt am Main. 1906 habilitierte Passow sich an der Akademie für Sozial- und Handelswissenschaften. Ab 1908 war er Privatdozent und von 1909 bis 1916 ordentlicher Professor für Nationalökonomie zunächst an der damaligen TH Aachen, danach bis 1922 am Institut für Weltwirtschaft der Universität Kiel (IfW) und anschließend bis 1948 in gleicher Funktion an der Georg-August-Universität Göttingen.
Passow war verheiratet und hatte sieben Kinder. Er starb 1949 im Alter von 68 Jahren in Göttingen und wurde auf dem dortigen Stadtfriedhof begraben.

## Schriften (Auswahl)
- Das Wesen der Ministerverantwortlichkeit in Deutschland. Eine staatsrechtliche Studie. Tübingen 1904.

- Kapitalismus. Eine begrifflich-terminologische Studie. Jena 1918.

- Die Aktiengesellschaft. Eine wirtschaftswissenschaftliche Studie. 2. Aufl. Jena 1922.

- Die gemischt privaten und öffentlichen Unternehmungen auf dem Gebiete der Elektrizitäts- und Gasversorgung und des Straßenbahnwesens. Jena 1923, OCLC 27403217.
- Betrieb, Unternehmung, Konzern. Jena 1925.
- Kartelle. Jena 1930, OCLC 7372340.
- Der Strukturwandel der Aktiengesellschaft im Lichte der Wirtschaftsenquete. Jena 1930, OCLC 175041397.
- Freie und gebundene Wirtschaft. Hannover 1932, OCLC 257780585.